# Doktor Materne

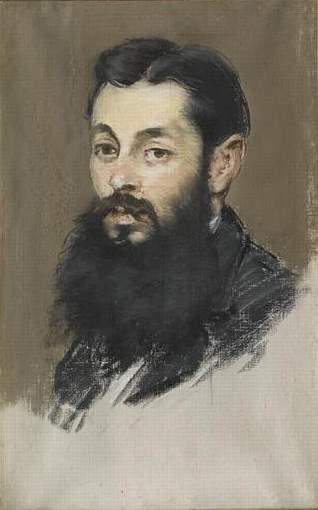
Doktor Materne
Édouard Manet, um 1880
56 × 35 cm
Pastell auf Leinwand
Musée d’Orsay, Paris

Doktor Materne, auch Kopf eines Mannes, (französisch: Portrait du docteur Materne) ist ein mit Pastellkreide auf Leinwand gezeichnetes Bild von Édouard Manet. Das 56 cm hohe und 35 cm breite Bild zeigt den Arzt Paul Materne, bei dem Manet um 1880 in Behandlung war. Das Bild gehört zur Sammlung des Musée d’Orsay in Paris.

## Bildbeschreibung
Manet hat Doktor Materne mit Pastellkreide auf Leinwand porträtiert. Er zeigt den Arzt in Nahsicht als Büstenporträt im Halbprofil. Während die Gesichtszüge fein ausgearbeitet sind und hinter dem Kopf ein monochromer grauer Hintergrund gemalt ist, bleibt der untere Teil der Leinwand nahezu unbearbeitet. Hier ist lediglich eine weiße Grundierung zu sehen.
Doktor Materne blickt mit seinen braunen Augen direkt zum Betrachter. Die Gesichtshaut changiert zwischen Weiß und Rosatönen. Das schwarze Kopfhaar ist zu einer Art Mittelscheitel frisiert und lässt den Stirnbereich komplett frei. Besonders auffallend ist der lange schwarze Vollbart des Dargestellten, der nach unten bis über Brust reicht. Insbesondere der Bereich der dunkelblauen Jacke ist nur skizzenhaft ausgeführt und einzelne Striche der Kreide sind sichtbar. Das Bild ist weder signiert noch datiert.

## Hintergrund

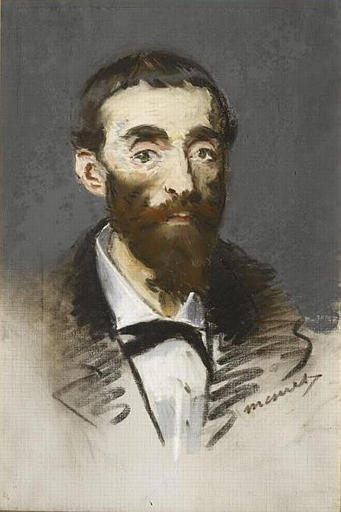
Édouard Manet:
Bildnis Ernest Cabaner, 1880

Das Bild entstand um das Jahr 1880, als Manet bei Doktor Materne in Behandlung war. Paul Materne, zu dessen Patienten bereits Kaiser Napoleon III. gehört hatte, arbeitete zu dieser Zeit als Arzt im Etablissement Hydrothérapique des Docteur Joseph-Marie-Alfred Béni-Barde. In dieser Klinik für Hydrotherapie hoffte Manet auf Heilung der Lähmungserscheinungen in seinem linken Bein, unter denen er seit Ende der 1870er Jahre litt. Die Anwendungen brachten Manet vorübergehend eine Besserung der Symptome und Linderung seiner Schmerzen, eine dauerhafte Heilung konnte hingegen nicht erreicht werden. Bis zu seinem Tod 1883 konsultierte Manet folglich eine Reihe weiterer Ärzte, zu denen Doktor Marjolin, Doktor Siredey und der Arzt und Kunstsammler Georges de Bellio gehörten. Von all diesen Ärzten hat Manet nur Doktor Materne porträtiert.
Durch seine Krankheit fiel Manet in seinen letzten Lebensjahren das Stehen schwer und die Arbeit an großen Ölgemälden bereitete ihm besondere Anstrengung. Er griff daher häufig auf das Zeichnen mit Pastellkreide zurück, das ihm eine schnelle Arbeitsweise ermöglichte. Die meisten dieser Pastellbilder zeigen Porträts von Frauen und nur wenige Bildnisse von Männer in dieser Technik sind bekannt. Etwa zeitgleich zum Porträt des Doktor Materne entstand das ebenfalls als Pastell ausgeführte Bildnis Ernest Cabaner. Der mit Manet befreundete Dichter Cabaner ist hierbei in ähnlicher Weise dargestellt, wie der Arzt Paul Materne. Beide Bilder sind etwa gleich groß, als Brustporträts vor monochromen Hintergrund ausgeführt und bei beiden Bildnissen ist im unteren Teil der Leinwand lediglich die Grundierung zu sehen. Im Porträt des Cabaner hat Manet mit der Signatur „Manet“ zudem unterstrichen, dass er trotz der skizzenhaften Ausführung das Werk als vollendet betrachtet hat.

## Provenienz
Das Pastell Doktor Materne gehörte zu den Werken Manets, die sich nach seinem Tod 1883 in dessen Atelier befanden und von seinem Patenkind Léon Leenhoff inventarisiert wurden. Bei Manets Nachlassauktion am 4. und 5. Februar 1884 im Auktionshaus Hôtel Drouot kam es mit der Bezeichnung Tête d’homme als Nummer 95 zur Versteigerung und ging an den Pariser Sammler Gabriel Thomas. Danach erwarb der Maler und Kunstsammler Étienne Moreau-Nélaton das Bild. Er stiftete 1907 große Teile seiner Kunstsammlung dem französischen Staat, darunter auch Manets bekanntes Gemälde Das Frühstück im Grünen. Bei dieser Gelegenheit kam auch das Bild Doktor Materne in die staatlichen Sammlungen und wurde zunächst im Louvre aufbewahrt. Seit 1986 gehört es zur Sammlung des Pariser Musée d’Orsay.